# 잭 셰이퍼
잭 셰이퍼(영어: Jac Schaeffer, 1978년 ~ )는 미국의 영화 감독 겸 각본가이다. 2009년 영화 《타이머》를 연출했고, 마블 스튜디오 작품 《블랙 위도우》와 《완다비전》의 시나리오를 담당했다.

## 연출 작품 목록

### 영화
- 타이머(2009) …감독, 각본, 제작
- 올라프의 겨울왕국 어드벤처(2017) …각본(단편)
- 캡틴 마블(2019) …각본
- 더 허슬(2019) …각본
- 블랙 위도우(2021) …각본

### 드라마
- 완다비전(2021) …각본
- 전부 애거사 짓이야(2024) ...감독, 각본, 제작